# Formule 1 v roce 2009 – testy

## Mugello- 12. leden
První test nového vozu se uskutečnil hned po jeho oficiálním představení 12. ledna. Prvních 100 km s F60[nedostupný zdroj] odkroužil vicemistr světa Felipe Massa na trati v Mugellu na místo plánovaného testu ve Fioranu.

## Algarve- (17. leden – 22. leden)
17. leden – McLaren si pronajal trať v Algarve pro první vyjetí vozu, které obstaral španělský pilot Pedro de la Rosa. S novým vozem MP4-24 absolvoval prvních 18 kol, přičemž to nejrychlejší zvládl za 1:28,719. Pondělí a úterý bude znovu v kokpitu španělský pilot, ve středu ho vystřídá Lewis Hamilton a ve čtvrtek pak Heikki Kovalainen.
18. leden – Pro tento den se po trati v Algarve proháněl japonský stroj Toyota s Kamuiem Kobajašim. Také u Toyoty se jednalo o první vyjetí vozu a japonský pilot s autem absolvoval symbolických 7 kol a ani čas 1:37.554 neodpovídal plnému nasazení. Zajímavostí je, že oproti pátečnímu představení vozu pro novináře, se nový vůz na trati objevil s takzvanou žraločí ploutví, kterou během loňské sezóny používala většina týmů.
19. leden – Sebastien Buemi s vozem Toro Rosso (verze z roku 2008[nedostupný zdroj]), byl nejrychlejším pilotem při oficiálním testů na trati v Algarve. Švýcarský pilot odkroužil také nejvíce kol (50), to nejrychlejší mělo hodnotu 1:41,528. Také v Portugalsku déšť narušil harmonogram a prakticky celý program testů. Druhý nejrychlejší čas zajel Pedro de la Rosa s novým McLarenem MP4-24, třetí pak byl testovací pilot Williamsu Nico Hülkenberg, který tak oficiálně představil nový vůz označený jako Williams FW31 v tmavomodré livreji[nedostupný zdroj], která jistě dozná dalších úprav. Na trati se objevil i nový Renault R29[nedostupný zdroj] za jehož volantem se objevil Nelson Piquet, jenž odkroužil 33 kol a jeho nejlepší čas 1:48,907 stačil pouze na čtvrté místo v dnešním testu. Piqueta ve středu vystřídá Fernando Alonso. Nejpomalejším vozem na okruhu byla Toyota, kterou pilotoval tak jako včera Kobajaši.
20. leden – Počasí v Algarve bylo i nadále deštivé a na trati se objevilo pět týmů, z toho pouze Toro Rosso jezdilo s loňským modelem a i když je vůz vybaven specifikacemi pro sezónu 2009, nelze jeho časy brát jako směrodatné. Byl to právě Sebastien Buemi s již zmiňovaným vozem jenž zajížděl nejrychlejší kola. Druhý nejrychlejší čas dne zajel Pedro de la Rosa, jenž je testovacím pilotem stáje McLaren, můžeme ho tedy považovat za nejrychlejšího mezi novými vozy. Pedro de la Rosa odkroužil také nejvíce kol a to 62. Poprvé si osahal novou Toyotu její závodní jezdec Jarno Trulli a hned byl nejrychlejší mezi závodními jezdci. Čtvrtý byl Piquet, pro kterého to nebyl dobrý den, odjel jen devět kol a po celou dobu mechanici řešili problém s motorem. Poslední byl Nico Rosberg s Williamsem.
21. leden – Mistr světa Lewis Hamilton si poprvé vyzkoušel nové auto nejprve na mokrou trať vyjel se zadním křídlem používaným v roce 2008[nedostupný zdroj] později si vyzkoušel jízdu i s tím pro rok 2009. McLaren měl menší problém s motorem, nakonec se ukázalo, že nešlo o závažnou poruchu. Dalším pilotem, který se pyšní titulem mistra světa a který se objevil na testech, byl Fernando Alonso. Kromě prvních kilometrů s novým vozem, představil Fernando i nový design své přilby, která má nyní červený podklad oproti původnímu modrému.
22. leden – Test byl pro špatné počasí zrušen. Na trati se sice objevili Sébastien Buemi, Timo Glock a Kazuki Nakadžima, ale poté, co objeli jedno kolo, zajeli zpět do boxů.
| P¹        | Jezdec            | Vůz             | Čas       | Ztráta    | Kol       |
| 17. leden | 17. leden         | 17. leden       | 17. leden | 17. leden | 17. leden |
| --------- | ----------------- | --------------- | --------- | --------- | --------- |
| 1.        | Pedro de la Rosa  | McLaren MP4-24  | 1:28.719  |           | 18        |
| 18. leden |                   |                 |           |           |           |
| 1.        | Kamui Kobajaši    | Toyota TF109    | 1:37.554  |           | 7         |
| 19. leden |                   |                 |           |           |           |
| 1.        | Sébastien Buemi   | Toro Rosso STR3 | 1:41.528  |           | 51        |
| 2.        | Pedro de la Rosa  | McLaren MP4-24  | 1:46.076  | +4.548    | 28        |
| 3.        | Nico Hülkenberg   | Williams FW31   | 1:46.335  | +4.807    | 19        |
| 4.        | Nelson Piquet jr. | Renault R29     | 1:48.907  | +7.379    | 33        |
| 5.        | Kamui Kobajaši    | Toyota TF109    | 1:50.989  | +9.461    | 26        |
| 20. leden |                   |                 |           |           |           |
| 1.        | Sébastien Buemi   | Toro Rosso STR3 | 1:34.429  |           | 48        |
| 2.        | Pedro de la Rosa  | McLaren MP4-24  | 1:37.512  | +3.083    | 62        |
| 3.        | Jarno Trulli      | Toyota TF109    | 1:42.399  | +7.970    | 30        |
| 4.        | Nelson Piquet jr. | Renault R29     | 1:45.860  | +11.431   | 9         |
| 5.        | Nico Rosberg      | Williams FW31   | 1:51.580  | +17.151   | 31        |
| 21. leden |                   |                 |           |           |           |
| 1.        | Sébastien Buemi   | Toro Rosso STR3 | 1:27.987  |           | 128       |
| 2.        | Nico Rosberg      | Williams FW31   | 1:29.729  | +1.742    | 143       |
| 3.        | Lewis Hamilton    | McLaren MP4-24  | 1:30.242  | +2.255    | 81        |
| 4.        | Timo Glock        | Toyota TF109    | 1:30.878  | +2.891    | 64        |
| 5.        | Fernando Alonso   | Renault R29     | 1:31.743  | +3.756    | 85        |

## Mugello- (19. leden - 22. leden)
19. leden – Kimi Räikkönen si poprvé odzkoušel nový vůz Ferrari F60. Finský pilot nastoupil k prvnímu kolu v 9:30, trať byla vlhká po ranní mírné přeháňce, kterou v odpoledních hodinách vystřídal hustý déšť. Nicméně Kimi absolvoval celkem 54 kol, a hodnota toho nejrychlejšího se zastavila na 1:34,430. Vše probíhalo bez jakýchkoliv problémů. V úterý bude na trati znovu Kimi Räikkönen, ve středu a ve čtvrtek ho vystřídá Felipe Massa.
20. leden – Na trati v Mugellu znovu vládlo nevlídné počasí[nedostupný zdroj], přesto test nového vozu F60 pokračoval dle plánu. Kimi Räikkönen zajel během dne celkem 42 kol. Během deštivého dne vše probíhalo bez menších problémů. Kimi byl protagonistou jediného incidentu, když v dešti ztratil kontrolu nad svým vozem a skončil v kačírku. Nejrychlejší kolo dne mělo hodnotu 1:33,920. Ve čtvrtek se ve voze objeví Felipe Massa, který již měl možnost si nový vůz vyzkoušet a to během jeho představení.
21. leden – Felipe Massa pokračoval na vývoji vozu, kterou započal začátkem týdne Kimi Räikkönen. Trať tak jako v minulých dnech byla zmoklá a chladná, což znemožňovalo použití slicků.
22. leden – Felipe Massa si mohl naplno užít testu na suché trati a za příznivých teplot. Brazilský pilot absolvoval 103 kol a nejlepší kolo zajel o téměř deset sekund rychleji než v předešlých testech, které se jely na mokrých tratích. Ferrari tak absolvovalo 1500 km, z čehož se největší část konala na mokré trati.
| P¹        | Jezdec         | Vůz         | Čas       | Ztráta    | Kol       |
| 19. leden | 19. leden      | 19. leden   | 19. leden | 19. leden | 19. leden |
| --------- | -------------- | ----------- | --------- | --------- | --------- |
| 1.        | Kimi Räikkönen | Ferrari F60 | 1:34.430  |           | 54        |
| 20. leden |                |             |           |           |           |
| 1.        | Kimi Räikkönen | Ferrari F60 | 1:33.920  |           | 42        |
| 21. leden |                |             |           |           |           |
| 1.        | Felipe Massa   | Ferrari F60 | 1:33.353  |           | 104       |
| 22. leden |                |             |           |           |           |
| 1.        | Felipe Massa   | Ferrari F60 | 1:23.981  |           | 103       |

## Valencie- (20. leden - 24. leden)
Na trati ve Valencii testoval exkluzivně tým BMW Sauber.
| P¹        | Jezdec        | Vůz              | Čas             | Ztráta    | Kol       |
| 20. leden | 20. leden     | 20. leden        | 20. leden       | 20. leden | 20. leden |
| --------- | ------------- | ---------------- | --------------- | --------- | --------- |
| 1.        | Robert Kubica | BMW Sauber F1.09 | čas nezveřejněn |           | 73        |
| 21. leden |               |                  |                 |           |           |
| 1.        | Robert Kubica | BMW Sauber F1.09 | čas nezveřejněn |           | 99        |
| 22. leden |               |                  |                 |           |           |
| 1.        | Robert Kubica | BMW Sauber F1.09 | čas nezveřejněn |           | 116       |
| 23. leden |               |                  |                 |           |           |
| 1.        | Nick Heidfeld | BMW Sauber F1.09 | čas nezveřejněn |           | 92        |
| 24. leden |               |                  |                 |           |           |
| 1.        | Nick Heidfeld | BMW Sauber F1.09 | čas nezveřejněn |           | 91        |

## Jerez- (9. únor - 13. únor)
9. únor – Tento den byl vyhrazen představení nového vozu týmu Red Bull s označením RB5[nedostupný zdroj]. Vůz je stejně jako loni poháněn motorem od francouzského výrobce Renault. Slavnostnímu odhalení byli přítomni oba závodní jezdci Mark Webber a nově příchozí Sebastian Vettel. A právě posledně jmenovaný bude mít možnost během pondělí a úterý otestovat vlastnosti nového vozu. Ve středu se do kokpitu posadí Mark Webber, který se do vozu formule 1 posadí poprvé od nešťastné nehody na horském kole, kdy si zlomil nohu.
10. únor – Sebastian Vettel s novým vozem absolvoval 61 kol a byl nejrychlejším pilotem mezi novými vozy s časem 1m²2.177. Podobné časy zajížděl testovací pilot Williamsu Nicolas Hülkenberg, který nakonec na Vettela ztratil pouhé 0,2s. Na nový vůz si teprve zvykal Heikki Kovalainen a zajel čtvrtý čas se ztrátou 0,5s. Nejpomalejším pilotem dne byl Piquet na voze Renault, který ztrácel víc než 1 sekundu. V průběhu dne se ukázalo, že převodovka na voze Red Bull trpí menšími problémy [nedostupný zdroj].
11. únor – Sébastien Buemi znovu nejrychlejším pilotem ovšem pouze se starým vozem. Buemi odkroužil 143 kol simulujíce závod Grand Prix, zatímco Kovalainen ve druhé zkoušce obstál na výbornou a byl nejrychlejším mezi jezdci s vozy pro novou sezónu, i když tým z Wokingu používal zadní přítlačné křídlo[nedostupný zdroj] z loňského vozu. Mark Weber si s novým vozem od první chvíle dobře rozuměl a po 83 kolech měl na svém kontě třetí nejrychlejší čas. Čtvrtý čas si zajistil Kazuki Nakadžima s Williamsem, který odkroužil 125 kol. Poslední znovu Piquet, který se s novým Renaultem evidentně nezžil.
| P¹       | Jezdec             | Vůz             | Čas                        | Ztráta  | Kol     |
| 9. únor  | 9. únor            | 9. únor         | 9. únor                    | 9. únor | 9. únor |
| -------- | ------------------ | --------------- | -------------------------- | ------- | ------- |
| 1.       | Sebastian Vettel   | Red Bull RB5    | čas nezveřejněn            |         | 14      |
| 10. únor |                    |                 |                            |         |         |
| 1.       | Sébastien Buemi    | Toro Rosso STR3 | 1:19.660                   |         | 104     |
| 2.       | Sebastian Vettel   | Red Bull RB5    | 1:22.177                   | +2.517  | 61      |
| 3.       | Nicolas Hülkenberg | Williams FW31   | 1:22.443                   | +2.783  | 82      |
| 4.       | Heikki Kovalainen  | McLaren MP4-24  | 1:22.634                   | +2.974  | 60      |
| 5.       | Nelson Piquet Jr.  | Renault R29     | 1:23.313                   | +3.653  | 35      |
| 11. únor |                    |                 |                            |         |         |
| 1.       | Sébastien Buemi    | Toro Rosso STR3 | 1:17.591                   |         | 143     |
| 2.       | Heikki Kovalainen  | McLaren MP4-24  | 1:20.799                   | +3.208  | 110     |
| 3.       | Mark Webber        | Red Bull RB5    | 1:21.321                   | +3.730  | 83      |
| 4.       | Kazuki Nakadžima   | Williams FW31   | 1:21.451                   | +3.860  | 125     |
| 5.       | Nelson Piquet Jr.  | Renault R29     | 1:21.908                   | +4.317  | 49      |
| 12. únor |                    |                 |                            |         |         |
| 1.       | Sébastien Bourdais | Toro Rosso STR3 | 1:18.493                   |         | 128     |
| 2.       | Lewis Hamilton     | McLaren MP4-24  | 1:20.737                   | +2.244  | 93      |
| 3.       | Sebastian Vettel   | Red Bull RB5    | 1:20.738                   | +2.245  | 92      |
| 4.       | Kazuki Nakadžima   | Williams FW31   | 1:20.898                   | +2.405  | 92      |
| 5.       | Fernando Alonso    | Renault R29     | 1:21.307                   | +2.814  | 133     |
| 13. únor |                    |                 |                            |         |         |
| 1.       | Sébastien Bourdais | Toro Rosso STR3 | 1:17.472[nedostupný zdroj] |         | 117     |
| 2.       | Lewis Hamilton     | McLaren MP4-24  | 1:19.632                   | +2.160  | 94      |
| 3.       | Fernando Alonso    | Renault R29     | 1:19.846                   | +2.374  | 109     |
| 4.       | Nico Rosberg       | Williams FW31   | 1:21.123                   | +3.651  | 71      |
| 5.       | Mark Webber        | Red Bull RB5    | 1:21.313                   | +3.841  | 62      |

## Sakhir- (10. únor - 13. únor)
10. únor – Timo Glock s vozem Toyota TF109 zajel na trati v Bahrajnu nejrychlejší čas a předstihl tak Massu a Kubicu. Jestliže většina týmu bojuje s deštěm v Jerezu, na okruhu Sakhir byla k viděni mlha, která dokonce posunula zahájení testů o několik hodin.
11. únor – Ferrari, Toyota a BMW se rozhodli netestovat v Jerezu z obavy ze špatného počasí a absolvovali dlouhou cestu do Bahrajnu. Po včerejší mlze je dnes čekalo daleko horší počasí, test po asi 20 odjetých kolech přerušila písečná bouře. Nejrychlejší kolo stačil odjet Massa před Kubicou a Glockem.
12. únor – Závodníci Kimi Räikkönen, Robert Kubica a Jarno Trulli stihli ráno každý jen jedno zaváděcí kolo kvůli písečné bouři, která znemožnila po celý den testovat
13. únor - Poslední den 1. části testů na bahrajnském okruhu Sakhir.
| P¹                                 | Jezdec          | Vůz              | Čas      | Ztráta   | Kol      |
| 10. únor                           | 10. únor        | 10. únor         | 10. únor | 10. únor | 10. únor |
| ---------------------------------- | --------------- | ---------------- | -------- | -------- | -------- |
| 1.                                 | Timo Glock      | Toyota TF109     | 1:33.501 |          | 82       |
| 2.                                 | Felipe Massa    | Ferrari F60      | 1:33.615 | +0.114   | 98       |
| 3.                                 | Robert Kubica   | BMW Sauber F1.09 | 1:33.702 | +0.201   | 95       |
| 11. únor                           |                 |                  |          |          |          |
| 1.                                 | Felipe Massa    | Ferrari F60      | 1:33.637 |          | 17       |
| 2.                                 | Robert Kubica   | BMW Sauber F1.09 | 1:34.586 | +0.947   | 22       |
| 3.                                 | Timo Glock      | Toyota TF109     | 1:34.902 | +1.263   | 14       |
| 12. únor                           |                 |                  |          |          |          |
| nejezdilo se kvůli špatnému počasí |                 |                  |          |          |          |
| 13. únor                           |                 |                  |          |          |          |
| 1.                                 | Kimi Räikkönen  | Scuderia Ferrari | 1:33,325 |          | 105      |
| 2.                                 | Jarno Trulli    | Toyota TF109     | 1:33,429 | + 0,104  | 127      |
| 3.                                 | Christian Klien | BMW Sauber F1.09 | 1:33,666 | + 0,341  | 125      |

## Sakhir(16. únor - 19. únor)
16. únor – Druhou část testů začal nejlépe Christian Klien, testovací pilot německého týmu BMW Sauber.
17. únor - Druhý den testů vyhrál Kimi Räikkönen.
18. únor - Předposlední den testů v Sakhiru byl nejrychlejší Timo Glock
19. únor - Poslední den testů uzavřel nejrychlejším kolem brazilský závodník Felipe Massa
| P¹       | Jezdec          | Vůz              | Čas      | Ztráta   | Kol      |
| 16. únor | 16. únor        | 16. únor         | 16. únor | 16. únor | 16. únor |
| -------- | --------------- | ---------------- | -------- | -------- | -------- |
| 1.       | Christian Klien | BMW Sauber F1.09 | 1:32,544 |          | 131      |
| 2.       | Kimi Räikkönen  | Ferrari F60      | 1:32,804 | + 0,260  | 116      |
| 3.       | Jarno Trulli    | Toyota TF109     | 1:33,064 | + 0,520  | 141      |
| 17. únor |                 |                  |          |          |          |
| 1.       | Kimi Räikkönen  | Ferrari F60      | 1:32,102 |          | 107      |
| 2.       | Jarno Trulli    | Toyota TF109     | 1:32,230 | + 0,128  | 149      |
| 3.       | Nick Heidfeld   | BMW Sauber F1.09 | 1:32,585 | + 0,483  | 104      |
| 18. únor |                 |                  |          |          |          |
| 1.       | Timo Glock      | Toyota TF109     | 1:32,492 |          | 132      |
| 2.       | Felipe Massa    | Ferrari F60      | 1:32,917 | + 0,425  | 105      |
| 3.       | Nick Heidfeld   | BMW Sauber F1.09 | 1:32,993 | + 0,501  | 82       |
| 19. únor |                 |                  |          |          |          |
| 1.       | Felipe Massa    | Ferrari F60      | 1:32,162 |          | 113      |
| 2.       | Nick Heidfeld   | BMW Sauber F1.09 | 1:32,225 | + 0,063  | 122      |
| 3.       | Timo Glock      | Toyota TF109     | 1:32,445 | + 0,283  | 65       |

## Jerez- (1. březen - 5. březen)
| P¹        | Jezdec               | Vůz               | Čas       | Ztráta    | Kol       |
| 1. březen | 1. březen            | 1. březen         | 1. březen | 1. březen | 1. březen |
| --------- | -------------------- | ----------------- | --------- | --------- | --------- |
| 1.        | Sebastian Vettel     | Red Bull RB5      | 1:19.055  |           | 87        |
| 2.        | Felipe Massa         | Ferrari F60       | 1:20.330  | +1.275    | 63        |
| 3.        | Kamui Kobajaši       | Toyota TF109      | 1:20.699  | +1.644    | 80        |
| 4.        | Nico Rosberg         | Williams FW31     | 1:21.171  | +2.116    | 71        |
| 5.        | Robert Kubica        | BMW Sauber F1.09  | 1:21.292  | +2.237    | 47        |
| 6.        | Giancarlo Fisichella | Force India VJM02 | 1:21.584  | +2.529    | 31        |
| 7.        | Pedro de la Rosa     | McLaren MP4-24    | 1:21.831  | +2.776    | 94        |
| 8.        | Nelson Piquet Jr.    | Renault R29       | 1:22.011  | +2.956    | 54        |
| 2. březen |                      |                   |           |           |           |
| 1.        | Timo Glock           | Toyota TF109      | 1:30.979  |           | 71        |
| 2.        | Robert Kubica        | BMW Sauber F1.09  | 1:31.327  | +0.348    | 70        |
| 3.        | Nico Rosberg         | Williams FW31     | 1:31.451  | +0.472    | 113       |
| 4.        | Giancarlo Fisichella | Force India VJM02 | 1:31.547  | +0.568    | 53        |
| 5.        | Sebastian Vettel     | Red Bull RB5      | 1:32.220  | +1.241    | 102       |
| 6.        | Heikki Kovalainen    | McLaren MP4-24    | 1:21.831  | +2.776    | 91        |
| 7.        | Nelson Piquet Jr.    | Renault R29       | 1:33.371  | +2.392    | 66        |
| 3. březen |                      |                   |           |           |           |
| 1.        | Timo Glock           | Toyota TF109      | 1:19.814  |           | 141       |
| 2.        | Felipe Massa         | Ferrari F60       | 1:20.238  | +0.424    | 134       |
| 3.        | Fernando Alonso      | Renault R29       | 1:20.296  | +0.482    | 152       |
| 4.        | Heikki Kovalainen    | McLaren MP4-24    | 1:20.535  | +0.721    | 85        |
| 5.        | Adrian Sutil         | Force India VJM02 | 1:20.621  | +0.807    | 63        |
| 6.        | Mark Webber          | Red Bull RB5      | 1:21.021  | +1.207    | 98        |
| 7.        | Robert Kubica        | BMW Sauber F1.09  | 1:21.069  | +1.255    | 98        |
| 8.        | Nico Rosberg         | Williams FW31     | 1:21.412  | +1.598    | 125       |

| P¹                     | Jezdec           | Vůz               | Čas       | Ztráta    | Kol       |
| 4. březen              | 4. březen        | 4. březen         | 4. březen | 4. březen | 4. březen |
| ---------------------- | ---------------- | ----------------- | --------- | --------- | --------- |
| 1.                     | Fernando Alonso  | Renault R29       | 1:19.945  |           | 129       |
| 2.                     | Kimi Räikkönen   | Ferrari F60       | 1:20.250  | +0.305    | 104       |
| 3.                     | Nick Heidfeld    | BMW Sauber F1.09  | 1:20.520  | +0.575    | 98        |
| 4.                     | Jarno Trulli     | Toyota TF109      | 1:20.540  | +0.595    | 131       |
| 5.                     | Mark Webber      | Red Bull RB5      | 1:20.894  | +0.949    | 107       |
| 6.                     | Kazuki Nakadžima | Williams FW31     | 1:20.948  | +1.003    | 83        |
| 7.                     | Lewis Hamilton   | McLaren MP4-24    | 1:21.302  | +1.357    | 70        |
| 8.                     | Adrian Sutil     | Force India VJM02 | 1:21.411  | +1.466    | 79        |
| 5. březen              |                  |                   |           |           |           |
| 1.                     | Nick Heidfeld    | BMW Sauber F1.09  | 1:20.052  |           | 123       |
| 2.                     | Kimi Räikkönen   | Ferrari F60       | 1:20.414  | +0.362    | 112       |
| 3.                     | Lewis Hamilton   | McLaren MP4-24    | 1:21.272  | +1.220    | 58        |
| 4.                     | Mark Webber      | Red Bull RB5      | 1:22.219  | +2.167    | 47        |
| 5.                     | Kazuki Nakadžima | Williams FW31     | 1:22.226  | +2.174    | 54        |
| 6.                     | Jarno Trulli     | Toyota TF109      | 1:23.119  | +3.067    | 38        |
| Souhrn nejlepších časů |                  |                   |           |           |           |
| 1.                     | Sebastian Vettel | Red Bull RB5      | 1:19.055  |           |           |
| 2.                     | Timo Glock       | Toyota TF109      | 1:19.814  | +0,759    |           |
| 3.                     | Fernando Alonso  | Renault R29       | 1:19.945  | +0,890    |           |
| 4.                     | Nick Heidfeld    | BMW Sauber F1.09  | 1:20.052  | +0,993    |           |
| 5.                     | Felipe Massa     | Ferrari F60       | 1:20.238  | +1.183    |           |
| 6.                     | Kimi Räikkönen   | Ferrari F60       | 1:20.250  | +1.195    |           |
| 7.                     | Fernando Alonso  | Renault R29       | 1:20.296  | +1.241    |           |
| 8.                     | Felipe Massa     | Ferrari F60       | 1:20.330  | +1.275    |           |
| 9.                     | Kimi Räikkönen   | Ferrari F60       | 1:20.414  | +1.359    |           |

## Barcelona- (9. březen - 12. březen)
9. březen – První den testů na katalánském okruhu v Barceloně, znovu narušoval lehký déšť. Nejrychlejší čas zajel Nick Heidfeld na voze BMW. Ráno stáj Toro Rosso představila nový vůz STR4[nedostupný zdroj] Testů se poprvé zúčastnila i bývalá Honda, dnes již Brawn GP, s vozem se svezl Jenson Button a hned zajel čtvrtý nejrychlejší čas. Stáj BMW, která trénovala i mechaniky v pit stopu, stlačila čas na hodnotu 1:20,339 a předčil tak Kimi Räikkönena na Ferrari, který ale simuloval celý závod.
Dobře zajel i Jarno Trulli s Toyotou a umístil se na třetím místě. Na čtvrtém místě byl již zmiňovaný Button na novém voze Brawn GP, hned za ním se umístil Piquet s Renaultem. Poslední se umístil McLaren Heikki Kovalainena, stáj McLaren zkoušela nový aerodynamický balíček, podobný tomu na voze Brawn.
10. březen – Mistr světa z roku 2007 Kimi Räikkönen zajel nejlepší čas na jedno kolo, druhý byl Kazuki Nakadžima s vozem Williams, třetí byl Rubens Barrichello s novým vozem Brawn.
Počasí nad katalánskou trati se umoudřilo a teploty se lehce vyhouply nad 20 stupňů. Finský pilot v kokpitu rudého Ferrari absolvoval 55 kol, přičemž to nejrychlejší zvládl za 1:20,314, téměř o šest desetin rychleji než Kazuki Nakadžima. Jarno Trulli pokračoval ve výborném tempu své Toyoty a po 121 kolech zakončil tréninky na čtvrtém místě. Jarno Trulli se do kokpitu svého vozu vrátí až na startu závodního víkendu GP Austrálie. Mark Webber, stejně jako Kazuki Nakadžima, absolvoval 66 kol, což je vzdálenost GP Španělska, která se této trati uskuteční 10. května.
Nick Heidfeld, nejrychlejší muž včerejšího tréninku, skončil dnes šestý a byl nejpilnějším pilotem, když ujel 127 kol. Force India pilotovaná Adrianem Sutilem skončila na sedmém místě, před Alonsem a Kovalainenem.
| P¹         | Jezdec             | Vůz               | Čas       | Ztráta    | Kol       |
| 9. březen  | 9. březen          | 9. březen         | 9. březen | 9. březen | 9. březen |
| ---------- | ------------------ | ----------------- | --------- | --------- | --------- |
| 1.         | Nick Heidfeld      | BMW Sauber F1.09  | 1:20.339  |           | 92        |
| 2.         | Kimi Räikkönen     | Ferrari F60       | 1:20.908  | +0.569    | 80        |
| 3.         | Jarno Trulli       | Toyota TF109      | 1:20.937  | +0.598    | 118       |
| 4.         | Jenson Button      | Brawn BGP 001     | 1:21.140  | +0.801    | 82        |
| 5.         | Nelson Piquet Jr.  | Renault R29       | 1:21.662  | +1.323    | 124       |
| 6.         | Sébastien Bourdais | Toro Rosso STR4   | 1:22.158  | +1.819    | 96        |
| 7.         | Mark Webber        | Red Bull RB5      | 1:22.246  | +1.907    | 115       |
| 8.         | Adrian Sutil       | Force India VJM02 | 1:22.452  | +2.113    | 127       |
| 9.         | Kazuki Nakadžima   | Williams FW31     | 1:22.813  | +2.474    | 111       |
| 10.        | Heikki Kovalainen  | McLaren MP4-24    | 1:22.948  | +2.609    | 87        |
| 10. březen |                    |                   |           |           |           |
| 1.         | Kimi Räikkönen     | Ferrari F60       | 1:20.314  |           | 55        |
| 2.         | Kazuki Nakadžima   | Williams FW31     | 1:20.907  | +0.593    | 66        |
| 3.         | Rubens Barrichello | Brawn BGP 001     | 1:20.966  | +0.652    | 111       |
| 4.         | Jarno Trulli       | Toyota TF109      | 1:21.182  | +0.868    | 120       |
| 5.         | Mark Webber        | Red Bull RB5      | 1:21.347  | +1.033    | 66        |
| 6.         | Nick Heidfeld      | BMW Sauber F1.09  | 1:21.615  | +1.301    | 126       |
| 7.         | Adrian Sutil       | Force India VJM02 | 1:21.834  | +1.520    | 82        |
| 8.         | Fernando Alonso    | Renault R29       | 1:21.937  | +1.623    | 111       |
| 9.         | Heikki Kovalainen  | McLaren MP4-24    | 1:21.991  | +1.677    | 87        |
| 10.        | Sébastien Bourdais | Toro Rosso STR4   | 1:23.039  | +2.725    | 14        |

| P¹         | Jezdec               | Vůz               | Čas        | Ztráta     | Kol        |
| 11. březen | 11. březen           | 11. březen        | 11. březen | 11. březen | 11. březen |
| ---------- | -------------------- | ----------------- | ---------- | ---------- | ---------- |
| 1.         | Jenson Button        | Brawn BGP 001     | 1:19.127   |            | 124        |
| 2.         | Felipe Massa         | Ferrari F60       | 1:20.168   | +1.041     | 109        |
| 3.         | Robert Kubica        | BMW Sauber F1.09  | 1:20.217   | +1.090     | 109        |
| 4.         | Timo Glock           | Toyota TF109      | 1:20.410   | +1.283     | 99         |
| 5.         | Fernando Alonso      | Renault R29       | 1:20.863   | +1.736     | 107        |
| 6.         | Sebastian Vettel     | Red Bull RB5      | 1:21.165   | +2.038     | 102        |
| 7.         | Nico Rosberg         | Williams FW31     | 1:21.324   | +2.197     | 89         |
| 8.'        | Giancarlo Fisichella | Force India VJM02 | 1:21.545   | +2.418     | 97         |
| 9.         | Sébastien Buemi      | Toro Rosso STR4   | 1:21.569   | +2.442     | 140        |
| 10.        | Lewis Hamilton       | McLaren MP4-24    | 1:21.657   | +2.530     | 82         |
| 12. březen |                      |                   |            |            |            |
| 1.         | Rubens Barrichello   | Brawn BGP 001     | 1:18.926   |            | 110        |
| 2.         | Nico Rosberg         | Williams FW31     | 1:19.774   | +0.848     | 120        |
| 3.         | Timo Glock           | Toyota TF109      | 1:20.091   | +1.165     | 128        |
| 4.         | Sebastian Vettel     | Red Bull RB5      | 1:20.576   | +1.650     | 83         |
| 5.         | Fernando Alonso      | Renault R29       | 1:20.664   | +1.738     | 64         |
| 6.         | Felipe Massa         | Ferrari F60       | 1:20.677   | +1.751     | 92         |
| 7.         | Robert Kubica        | BMW Sauber F1.09  | 1:20.740   | +1.814     | 134        |
| 8.         | Lewis Hamilton       | McLaren MP4-24    | 1:20.869   | +1.943     | 70         |
| 9.         | Sébastien Buemi      | Toro Rosso STR4   | 1:21.013   | +2.087     | 62         |
| 10.        | Giancarlo Fisichella | Force India VJM02 | 1:21.045   | +2.119     | 141        |
| 11.        | Sébastien Bourdais   | Toro Rosso STR4   | 1:21.629   | +2.703     | 27         |

| 1.  | Rubens Barrichello | Brawn BGP 001    | 1:18.926 |
| 2.  | Jenson Button      | Brawn BGP 001    | 1:19.127 |
| 3.  | Nico Rosberg       | Williams FW31    | 1:19.774 |
| 4.  | Timo Glock         | Toyota TF109     | 1:20.091 |
| 5.  | Felipe Massa       | Ferrari F60      | 1:20.168 |
| 6.  | Robert Kubica      | BMW Sauber F1.09 | 1:20.217 |
| 7.  | Kimi Räikkönen     | Ferrari F60      | 1:20.314 |
| 8.  | Timo Glock         | Toyota TF109     | 1:20.410 |
| 9.  | Sebastian Vettel   | Red Bull RB5     | 1:20.576 |
| 10. | Fernando Alonso    | Renault R29      | 1:20.664 |

| 1.  | Rubens Barrichello   | Brawn BGP 001     | 1:18.926 |
| 2.  | Nico Rosberg         | Williams FW31     | 1:19.774 |
| 3.  | Timo Glock           | Toyota TF109      | 1:20.091 |
| 4.  | Felipe Massa         | Ferrari F60       | 1:20.168 |
| 5.  | Robert Kubica        | BMW Sauber F1.09  | 1:20.217 |
| 6.  | Sebastian Vettel     | Red Bull RB5      | 1:20.576 |
| 7.  | Fernando Alonso      | Renault R29       | 1:20.664 |
| 8.  | Lewis Hamilton       | McLaren MP4-24    | 1:20.869 |
| 9.  | Sébastien Buemi      | Toro Rosso STR4   | 1:21.569 |
| 10. | Giancarlo Fisichella | Force India VJM02 | 1:21.045 |

## Jerez- (15. březen - 19. březen)
| P¹         | Jezdec             | Vůz            | Čas        | Ztráta     | Kol        |
| 15. březen | 15. březen         | 15. březen     | 15. březen | 15. březen | 15. březen |
| ---------- | ------------------ | -------------- | ---------- | ---------- | ---------- |
| 1.         | Rubens Barrichello | Brawn BGP001   | 1:19,236   |            | 102        |
| 2.         | Fernando Alonso    | Renault R29    | 1:19,819   | + 0,583    | 40         |
| 3.         | Nico Hülkenberg    | Williams FW31  | 1:20,013   | + 0,777    | 69         |
| 16. březen |                    |                |            |            |            |
| 1.         | Fernando Alonso    | Renault R29    | 1:18,343   |            | 99         |
| 2.         | Rubens Barrichello | Brawn BGP001   | 1:18,398   | + 0,055    | 62         |
| 3.         | Jenson Button      | Brawn BGP001   | 1:18,892   | + 0,549    | 12         |
| 4.         | Lewis Hamilton     | McLaren MP4-24 | 1:19,513   | + 1,170    | 85         |
| 5.         | Nico Rosberg       | Williams FW31  | 1:19,783   | + 1,440    | 123        |

| P¹         | Jezdec            | Vůz            | Čas        | Ztráta     | Kol        |
| 17. březen | 17. březen        | 17. březen     | 17. březen | 17. březen | 17. březen |
| ---------- | ----------------- | -------------- | ---------- | ---------- | ---------- |
| 1.         | Jenson Button     | Brawn BGP001   | 1:17,844   |            | 114        |
| 2.         | Nico Rosberg      | Williams FW31  | 1:18,071   | + 0,227    | 66         |
| 3.         | Nelson Piquet Jr. | Renault R29    | 1:18,382   | + 0,538    | 128        |
| 4.         | Lewis Hamilton    | McLaren MP4-24 | 1:19,121   | + 1,277    | 118        |
| 18. březen |                   |                |            |            |            |
| 1.         | Heikki Kovalainen | Mclaren MP4-24 | 1:18,202   |            | 79         |
| 2.         | Kazuki Nakadžima  | Williams FW31  | 1:20,014   | + 1,812    | 103        |
| 19. březen |                   |                |            |            |            |
| 1.         | Kazuki Nakadžima  | Williams FW31  | 1:17,494   |            | 102        |
| 2.         | Heikki Kovalainen | Mclaren MP4-24 | 1:17,946   | + 0,452    | 84         |

## Jerez- (1. prosinec - 3. prosinec)
| P¹          | Jezdec              | Vůz               | Čas         | Ztráta      | Kol         |
| 1. prosinec | 1. prosinec         | 1. prosinec       | 1. prosinec | 1. prosinec | 1. prosinec |
| ----------- | ------------------- | ----------------- | ----------- | ----------- | ----------- |
| 1.          | Andy Soucek         | Williams FW31     | 1:19,158    |             | 87          |
| 2.'         | Paul di Resta       | Force India VJM02 | 1:19,369    | + 0,211     | 46          |
| 3.          | Gary Paffett        | McLaren MP4-24    | 1:19,426    | + 0,268     | 54          |
| 4.          | Daniel Ricciardo    | Red Bull RB5      | 1:19,534    | + 0,376     | 112         |
| 5.          | Jules Bianchi       | Ferrari F60       | 1:19,626    | + 0,468     | 90          |
| 6.          | Mike Conway         | Brawn GP          | 19,920      | + 0,762     | 58          |
| 7.          | Alexander Rossi     | BMW Sauber        | 1:20,227    | + 1,069     | 82          |
| 8.          | Marcus Ericsson     | Brawn GP          | 1:20,333    | + 1,175     | 49          |
| 9.          | Bertrand Baguette   | Renault R29       | 1:20,511    | + 1,353     | 105         |
| 10.         | J. R. Hildebrand    | Force India VJM02 | 1:20,537    | + 1,379     | 49          |
| 11.         | Oliver Turvey       | McLaren MP4-24    | 1:20,856    | + 1,698     | 27          |
| 12.         | Brendon Hartley     | Toro Rosso STR4   | 1:21,325    | + 2,167     | 69          |
| 2. prosinec |                     |                   |             |             |             |
| 1.          | Gary Paffett        | McLaren MP4-24    | 1:18,718    |             | 80          |
| 2.          | Nico Hülkenberg     | Williams FW31     | 1:19,184    | + 0,466     | 94          |
| 3.          | Daniel Ricciardo    | Red Bull RB5      | 1:19,243    | + 0,525     | 93          |
| 4.          | Paul di Resta       | Force India VJM02 | 1:19,411    | + 0,693     | 58          |
| 5.          | Esteban Gutierrez   | BMW Sauber F1.09  | 1:20,190    | + 1,472     | 68          |
| 6.          | Mike Conway         | Brawn GP          | 1:20,222    | + 1,504     | 83          |
| 7.          | Marcus Ericsson     | Brawn GP          | 1:20,440    | + 1,722     | 37          |
| 8.          | J.R. Hildebrand     | Force India VJM02 | 1:20,517    | + 1,799     | 50          |
| 9.          | Jules Bianchi       | Ferrari F60       | 1:20,585    | + 1,867     | 113         |
| 10.         | Lucas di Grassi     | Renault R29       | 1:20,898    | + 2,180     | 55          |
| 11.         | Tung Che-pin        | Renault R29       | 1:21,492    | + 2,774     | 67          |
| 12.         | Mirko Bortolotti    | Toro Rosso STR4   | 1:21,761    | + 3,043     | 69          |
| 3. prosinec |                     |                   |             |             |             |
| 1.          | Daniel Ricciardo    | Red Bull RB5      | 1:17,418    |             | 77          |
| 2.          | Paul di Resta       | Force India VJM02 | 1:18,736    | + 1,318     | 53          |
| 3.          | Gary Paffett        | McLaren MP4-24    | 1:18,746    | + 1,328     | 59          |
| 4.          | Mike Conway         | Brawn GP          | 1:19,096    | + 1,678     | 77          |
| 5.          | Nico Hülkenberg     | Williams FW31     | 1:19,226    | + 1,808     | 106         |
| 6.          | Bertrand Baguette   | BMW Sauber F1.09  | 1:19,356    | + 1,938     | 70          |
| 7.          | Oliver Turvey       | McLaren MP4-24    | 1:19,358    | + 1,940     | 32          |
| 8.          | Marcus Ericsson     | Brawn GP          | 1:19,382    | + 1,964     | 49          |
| 9.          | Lucas di Grassi     | Renault R29       | 1:19,602    | + 2,184     | 123         |
| 10.         | J.R. Hildebrand     | Brawn GP          | 1:19,873    | + 2,455     | 41          |
| 11.         | Pablo Sánchez López | Ferrari F60       | 1:21,147    | + 3,729     | 39          |
| 12.         | Daniel Zampieri     | Ferrari F60       | 1:21,279    | + 3,861     | 42          |
| 13.         | Marco Zipoli        | Ferrari F60       | 1:21,725    | + 4,307     | 41          |
| 14.         | Brendon Hartley     | Toro Rosso STR4   | 1:22,493    | + 5,075     | 50          |
| 15.         | Mirko Bortolotti    | Toro Rosso STR4   | 1:23,271    | + 5,853     | 34          |
| 16.         | Tung Che-pin        | Renault R29       | 1:32,477    | + 15,059    | 4           |